# Мидуэст-Сити
Мидуэст-Сити (англ. Midwest City) — город, расположенный в округе Оклахома (штат Оклахома, США) с населением в 54 088 человек по статистическим данным переписи 2000 года. Является седьмым городом в штате по численности населения.

## География
По данным Бюро переписи населения США город Мидуэст-Сити имеет общую площадь в 63,71 квадратного километра, водных ресурсов в черте населённого пункта не имеется.
Город Мидуэст-Сити расположен на высоте 382 метра над уровнем моря.

### Климат
В Мидуэст-Сити субтропический океанический климат (индекс Cfa по классификации климатов Кёппена).
| Показатель                    | Янв. | Фев. | Март | Апр. | Май   | Июнь  | Июль | Авг. | Сен.  | Окт. | Нояб. | Дек. | Год   |
| ----------------------------- | ---- | ---- | ---- | ---- | ----- | ----- | ---- | ---- | ----- | ---- | ----- | ---- | ----- |
| Средний суточный максимум, °C | 8,3  | 12,2 | 17,2 | 21,7 | 26,1  | 30,6  | 33,9 | 33,3 | 28,9  | 22,8 | 15,6  | 10   | 21,7  |
| Средний суточный минимум, °C  | −3,3 | −0,6 | 3,9  | 8,9  | 14,4  | 18,9  | 21,7 | 21,1 | 16,7  | 10,6 | 3,3   | −1,7 | 9,4   |
| Норма осадков, мм             | 32,5 | 39,6 | 73,7 | 76,2 | 138,2 | 117,6 | 74,7 | 63   | 101,1 | 92,5 | 53,6  | 48   | 910,6 |
| Источник:                     |      |      |      |      |       |       |      |      |       |      |       |      |       |

## Демография
| Год переписи                    | Нас.  |  | %±     |
| ------------------------------- | ----- |  | ------ |
| 1950                            | 10166 |  | —      |
| 1960                            | 36058 |  | 254,7% |
| 1970                            | 48114 |  | 33,4%  |
| 1980                            | 49559 |  | 3%     |
| 1990                            | 52267 |  | 5,5%   |
| 2000                            | 54088 |  | 3,5%   |
| 2010                            | 54371 |  | 0,5%   |
| 1950–2010 U.S. Decennial Census |       |  |        |

По данным переписи населения 2000 года в Мидуэст-Сити проживало 54 088 человек, 14 759 семей, насчитывалось 22 161 домашнее хозяйство и 23 853 жилых дома. Средняя плотность населения составляла около 849,1 человека на один квадратный километр. Расовый состав Мидуэст-Сити по данным переписи распределился следующим образом: 69,46 % белых, 19,55 % — чёрных или афроамериканцев, 3,49 % — коренных американцев, 1,65 % — азиатов, 0,12 % — выходцев с тихоокеанских островов, 4,19 % — представителей смешанных рас, 1,54 % — других народностей. Испаноговорящие составили 4,05 % от всех жителей города.
Из 22 161 домашнего хозяйства в 31,8 % — воспитывали детей в возрасте до 18 лет, 46,2 % представляли собой совместно проживающие супружеские пары, в 16,5 % семей женщины проживали без мужей, 33,4 % не имели семей. 28,6 % от общего числа семей на момент переписи жили самостоятельно, при этом 9,5 % составили одинокие пожилые люди в возрасте 65 лет и старше. Средний размер домашнего хозяйства составил 2,42 человека, а средний размер семьи — 2,97 человека.
Население города по возрастному диапазону по данным переписи 2000 года распределилось следующим образом: 26,5 % — жители младше 18 лет, 10,7 % — между 18 и 24 годами, 28,8 % — от 25 до 44 лет, 20,8 % — от 45 до 64 лет и 13,2 % — в возрасте 65 лет и старше. Средний возраст жителей составил 34 года. На каждые 100 женщин в Мидуэст-Сити приходилось 91,4 мужчины, при этом на каждые сто женщин 18 лет и старше приходилось 86,0 мужчины также старше 18 лет.
Средний доход на одно домашнее хозяйство в городе составил 35 027 долларов США, а средний доход на одну семью — 40 604 доллара. При этом мужчины имели средний доход в 31 276 долларов США в год против 22 543 доллара среднегодового дохода у женщин. Доход на душу населения в городе составил 17 220 долларов в год. 11,2 % от всего числа семей в городе и 13,9 % от всей численности населения находилось на момент переписи населения за чертой бедности, при этом 22,1 % из них были моложе 18 лет и 7,4 % — в возрасте 65 лет и старше.